# Языки хинди

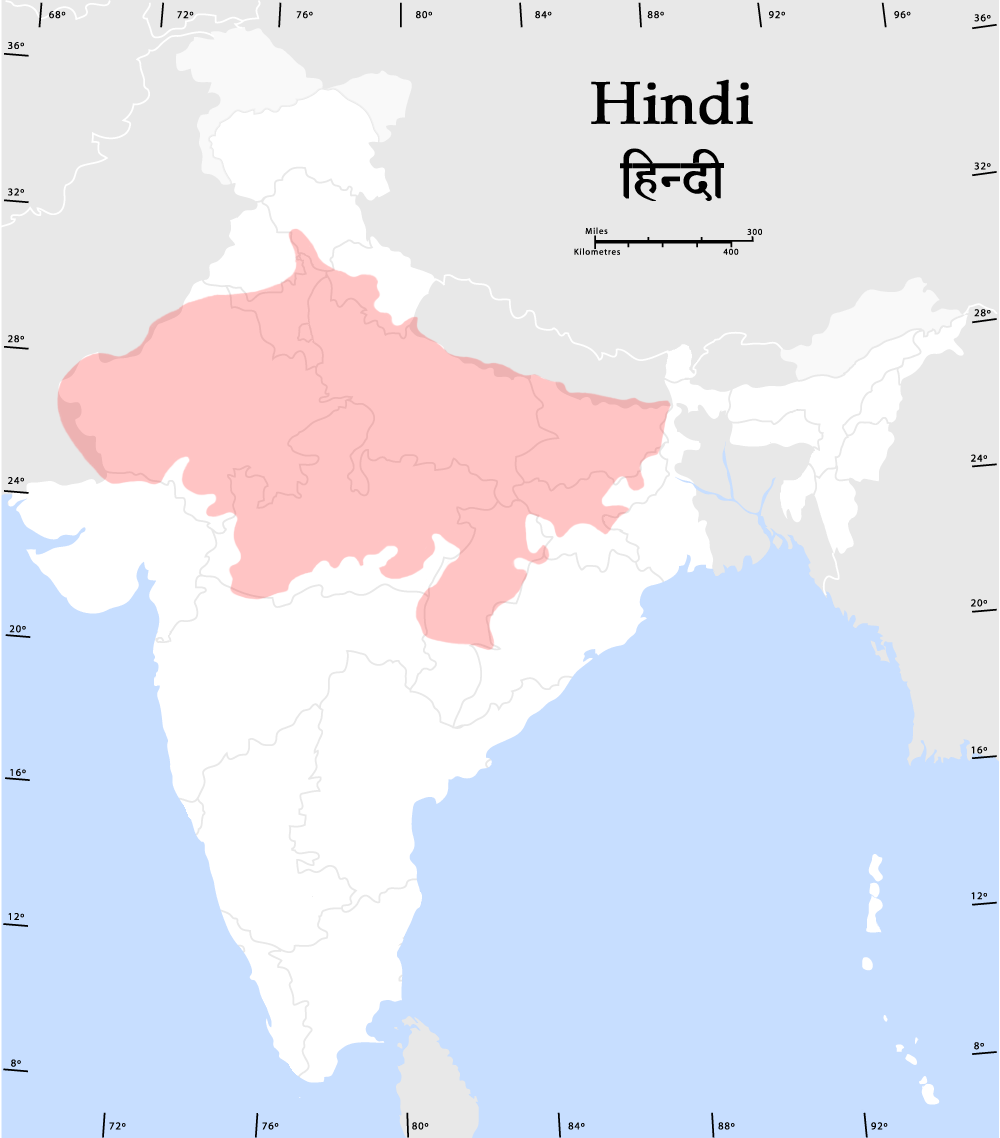
Карта распространения языков хинди

Языки́ хи́нди — группа индоарийских языков и диалектов на севере и северо-западе Индии, ограниченная ареалами пенджабского и синдхи на северо-западе и западе, гуджарати и маратхи — на юго-западе и на юге, бенгальским — на востоке и непальским — на севере.
Согласно данным переписи населения Индии 1991 года, языки хинди включают в себя помимо языков и диалектов западного и восточного хинди, бихарские языки, западный пахари (кроме догри), центральный пахари и раджастханский язык. Таким образом, языки хинди — это совокупность идиомов, к которым применимо название «хинди» в самом широком смысле этого слова. Объединение обусловлено не столько свойствами самих языков, сколько экстралингвистическими факторами.